# Roger Moorey
Peter Roger Stuart Moorey (30 mai 1937 - 23 décembre 2004) est un archéologue, historien et universitaire britannique, spécialisé dans la Mésopotamie et le Proche-Orient ancien. Il est conservateur des antiquités au musée Ashmolean de l'université d'Oxford et est également vice-gérant du Wolfson College d'Oxford.

## Jeunesse
Moorey fait ses études à la Mill Hill School, alors un pensionnat indépendant pour garçons. Il étudie l'histoire moderne au Corpus Christi College d'Oxford. Entre l'école et l'université, il fait son service national dans le Corps des renseignements, apprenant le russe et servant à Chypre .

## Carrière
Son séjour à Chypre (avec son beau patrimoine archéologique) renforce probablement un intérêt d'enfance pour l'histoire ancienne et pourrait bien avoir suscité son intérêt pour le poste de conservateur adjoint des antiquités au musée Ashmolean qui est disponible au moment de l'obtention de son diplôme en 1961. Il est finalement nommé conservateur des antiquités, poste qu'il occupe jusqu'à sa retraite en 2003, peu avant sa mort.
Les intérêts et les expériences de Moorey en matière de fouilles sont vastes, creusant à Jérusalem sous Kathleen Kenyon en 1963 et à Abu Salabikh en Irak sous Nicolas Postgate dans les années 1970. En 1982, Moorey édite Ur of the Chaldees, une republication des Excavations at Ur de Leonard Woolley en 1954, en ajoutant de nouvelles photographies et informations, et en supprimant certaines références au Livre de la Genèse .

## Ouvrages
- PRS Moorey, Fouilles en Palestine, Lutterworth Press, 1982. (ISBN 0-7188-2432-6) .
- PRS Moorey, Un siècle d'archéologie biblique, Lutterworth Press, 1991. (ISBN 0-7188-2825-9) .
- PRS Moorey, Ancient Mesopotamian Materials and Industries: The Archaeological Evidence, Oxford: Clarendon Press, 1994. (ISBN 0-19-814921-2) .
- PRS Moorey, Idols of the People: Miniature Images of Clay in the Ancient Near East, Oxford: Oxford University Press, 2003. (ISBN 0-19-726280-5) .
  - Critique - Bryn Mawr Classical Review
- Leonard Woolley et PRS Moorey. Ur 'des Chaldéens': Une édition révisée et mise à jour des fouilles de Sir Leonard Woolley à Ur . Cornell University Press, 1982. (ISBN 0-8014-1518-7)
- Terres cuites anciennes du Proche-Orient au musée Ashmolean - catalogue en ligne.

Potts, Timothy, Roaf, Michael & Stein, Diana (eds), Culture through Objects: Ancient Near Eastern studies in honor of PRS Moorey, Oxford: Griffith Institute, 2003. (ISBN 0-900416-80-7) .